# Йырау
Йыра́у (от ног. йыр — песня, стихотворение) — исполнитель героических поэм у ногайцев (ног. баьтир йырлары), который не только исполнял, но и создавал песни и стихи дидактического характера.
Слово «йырау» встречается уже в самом архаическом пласте ногайского фольклора, возникновение которого может быть отнесено к периоду до XIII века. К XIV веку в связи с бурным развитием эпической поэзии у ногайской резко повышается роль йырау в общественной и культурной жизни народа и слово «йырау» получает широкое распространение в ногайской народной и художественной поэзии в последующие века. Известными представителями ногайской поэзии XIV — начала XVII вв. являются такие ногайские поэты, как Сыбра йырав, Шал-Кийиз Тиленши улы, Досмамбет Азаулы, Кутан Аргун улы, Асан Кайглы, Джиренше Шешен, Казы-Тувган Суюниш улы.